# Črepinko
Črepinko je priimek v Sloveniji, ki ga je po podatkih Statističnega urada Republike Slovenije na dan 1. januarja 2010 uporabljalo 60 oseb in je med vsemi priimki po pogostosti uporabe uvrščen na 6.607. mesto.

## Znani nosilci priimka
- Robert Črepinko (*1976), kriminalist pri EUROPOLU
- Zlata Črepinko Stropnik (1923-2011), mikrobiologinja